# Museum Aschenbrenner

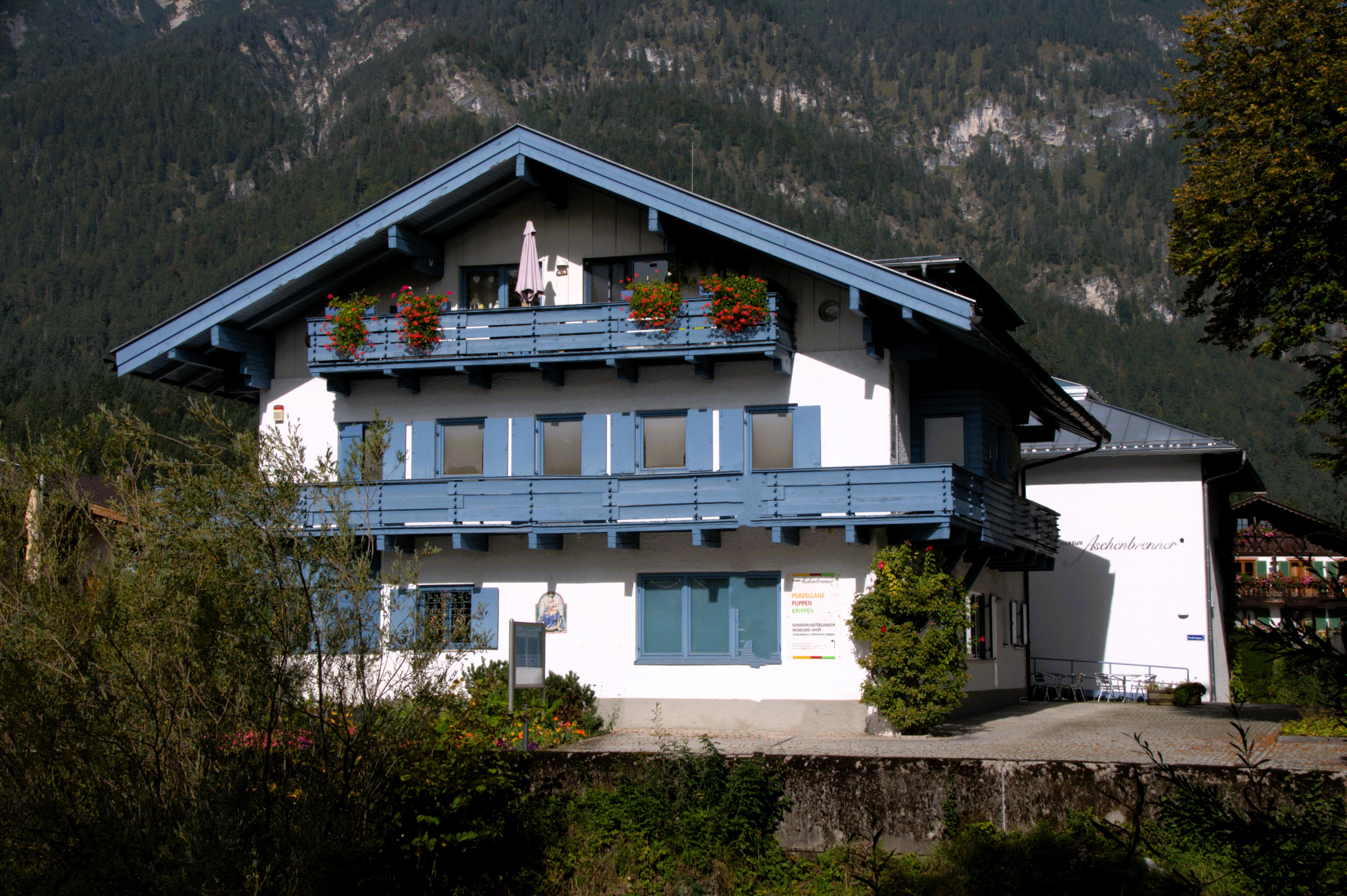
Museum Aschenbrenner

Das Museum Aschenbrenner ist ein Kunst- und Ausstellungshaus in Garmisch-Partenkirchen. Seit 2006 beherbergt es drei Dauerausstellungen zu den Themen Porzellan, Puppen und Krippen und zeigt jährlich mehrere Sonderausstellungen. Getragen wird das Museum durch eine Stiftung, welche durch die örtliche Marktgemeinde verwaltet wird.

## Die Stifterin und Gründung des Museums
Die Stifterin Marianne Aschenbrenner ist 1928 in Düsseldorf geboren, verlebte einige Jahre ihrer Kindheit in Garmisch-Partenkirchen und zog in den 1970er Jahren zusammen mit ihrem Ehemann Hans Aschenbrenner ganz nach Garmisch-Partenkirchen. Bereits 1996 gründete die leidenschaftliche Sammlerin in ihrer Wahlheimat eine erste Stiftung zur Förderung von Kunst und Kultur. Im Jahr 2002 starb Marianne Aschenbrenner. Ihr gesamtes Vermögen hinterließ sie verschiedenen Stiftungen. Zudem verfügte sie, dass ihr Wohnhaus zu einem Museum umgebaut werden solle, in dem ihre Sammlungen der Öffentlichkeit zugänglich sein sollten und in dem auch der örtliche Krippenverein „Werdenfelser Krippenfreunde e.V.“ einen Anbau für seine Ausstellungen erhalten solle. Mit einem groß angelegten Um- und Anbau wurde der letzte Wille der Stifterin in den Jahren 2002–2006 realisiert.

## Dauerausstellungen
Marianne Aschenbrenner war eine leidenschaftliche Sammlerin verschiedener Objekte. Neben den heute ausgestellten Schwerpunkten Porzellan, Puppen und Krippen sammelte sie unter anderem auch Ostereier, Zinnfiguren, Paperweights und Kaffeemühlen. Bei der Konzeption des Museums entschieden sich die Verantwortlichen aufgrund der Bedeutung und des Wertes der Porzellan- und der Puppensammlung, diesen beiden Themen neben den Krippen jeweils eigene Dauerausstellungen zu widmen.

### Porzellan
Figürliche Darstellungen aus der ersten Hälfte des 18. Jahrhunderts bilden den Schwerpunkt von Marianne Aschenbrenners Sammlung. Frühe Werke der Meistermodelleure Johann Joachim Kändler aus Meissen und Johann Peter Melchior aus Höchst, wie sie in der Dauerausstellung vertreten sind, gehören zu den bedeutendsten Werken der Porzellankunst. Glanzstück der Sammlung ist der „Mops auf Kissen“, als Auftragsarbeit für den Grafen Heinrich von Brühl ein Unikat (Johann Joachim Kändler und Johann Gottlieb Eder, wohl 1743).

### Puppen
Die Puppenausstellung des Museum Aschenbrenner präsentiert einen Streifzug durch die Geschichte der Puppenwelt seit dem 19. Jahrhundert. Der Rundgang führt von den vornehmen Modepuppen aus Frankreich über Spielpuppen von Käthe Kruse bis hin zu zeitgenössischen Künstlerpuppen. Thematisiert werden dabei auch Wandlungen im Erziehungsideal und in der Mode.

### Krippen
Die vom Verein der Werdenfelser Krippenfreunde e.V. gestaltete Krippenausstellung beherbergt  Figuren aus vier Jahrhunderten. Krippenlandschaften und -aufbauten wurden eigens für die Ausstellung in neuerer Zeit gefertigt. Zu den Höhepunkten der Krippenausstellung zählen eine Tiroler Papierkrippe aus der Zeit um 1750 sowie handgeschnitzte Figuren und Wachsfiguren des 18. und 19. Jahrhunderts.

## Sonderausstellungen und Kulturvermittlung
Gemäß dem Wunsch der Stifterin wurde beim Bau des Museums auch ein 100 m² großer Multifunktionsraum errichtet, in dem regelmäßig Sonderausstellungen zu verschiedenen Themen präsentiert werden. Neben Objekten aus den Sammlungen der Stifterin werden Themen aus den Bereichen Kunst und Kulturgeschichte, oft mit regionalem Bezug, aufbereitet. Zudem veranstaltet das Museum regelmäßig (Mitmach-)Ausstellungen für Kinder und Familien. Veranstaltungen, Führungen und museumspädagogische Programme ergänzen das Besucherangebot.

### Sonderausstellungen (Auswahl)
- "Licht im Dunkel. Wachsstöcke zwischen Glauben und Volkskunst", 28.11.2008 - 15.02.2009
- "Goldchinese - Großer Türke. Exotische Motive früher Meissener Porzellane", 01.07. - 30.09.2010
- "Abgefahren! Frauen auf Skiern", 09.12.2010 - 13.03.2011 (im Rahmen der Alpinen Ski-Weltmeisterschaften 2011 in Garmisch-Partenkirchen)
- "Weihnacht der Einnerung", 29.11.2011 - 26.02.2012
- "Träume aus Papier. Die Künstlerin Irmingard von Freyberg (1907 - 1985)", 14.12.202 - 03.03.2013
- "Zugspitzgold und Olympia-Märzen". Biergeschichte(n) im Werdenfels", 12.07. - 13.10.2013
- "Wann i mein Jodler sing. Wie klingt Heimat?", 11.07.- 02.11.2014
- "Feine Striche - große Entwürfe. Else Wenz-Viëtor (1882-1973)", 02.12.2016 - 23.04.2017
- "Vom Weggehen und Ankommen. Geschichten aus dem Werdenfelser Land", 13.07.- 27.10.2019
- "Electrine! Die Künstlerin Electrine von Freyberg 1839 zur Badekur in Partenkirchen", 07.07. - 07.11.2021
- "Clemens Fränkel (1872 - 1944): München - Garmisch-Partenkirchen - Cortina d'Ampezzo", 13.07. - 06.11.2022
- "Rolf Cavael (1898 - 1979). Malerei aus innerer Notwendigkeit", 12.07. - 05.11.2023

## Publikationen
Neben einer Broschüre über das Museum und seine Dauerausstellungen wurden zu einigen Sonderausstellungen Publikationen erarbeitet, die im Museumsshop oder online erworben werden können.

## Quelle
- Karin Teufl M.A. und andere: Museum Aschenbrenner. Die Dauerausstellungen. Herausgegeben von der Stiftung Aschenbrenner, Garmisch-Partenkirchen 2011.